# زیردریایی یو-۴۳۰
زیردریایی یو-۴۳۰ (به انگلیسی: German submarine U-430) یک زیردریایی بود که طول آن ۶۷٫۱ متر (۲۲۰ فوت ۲ اینچ) بود. این زیردریایی در سال ۱۹۴۳ ساخته شد.